# جان گوکونگوی
جان گوکونگوی (انگلیسی: John Gokongwei؛ زادهٔ ۱۱ اوت ۱۹۲۶ - ۹ نوامبر ۲۰۱۹) بازرگان، سرمایه‌دار، کارآفرین و مدیر ارشد اجرایی فیلیپینی بود. وی مدتی به‌عنوان رئیس هیئت مدیره شرکت‌های یونیورسال روبینا و هواپیمایی سبو پسیفیک فعالیت می‌نمود. گوکونگوی در ماه مارس سال ۲۰۱۵ با دارایی خالص ۵٫۸ میلیارد دلار، از سوی مجله فوربز، پس از هنری سای، در جایگاه دوم از فهرست ثروتمندترین افراد فیلیپین و در رتبه ۲۵۴ از ثروتمندترین افراد جهان قرار گرفت.